# Hoa Dung, Nhạc Dương
Hoa Dung (chữ Hán giản thể: 华容县, âm Hán Việt: Hoa Dung huyện) là một huyện thuộc địa cấp thị Nhạc Dương, tỉnh Hồ Nam, Cộng hòa Nhân dân Trung Hoa. Huyện này có diện tích 1810 ki-lô-mét vuông, dân số năm 2004 là 716.171 người. Mã số bưu chính là 4140xx, mã vùng điện thoại 0730. Chính quyền huyện đóng ở trấn Thành Quan. Huyện Hoa Dung được chia thanh 12 trấn và 8 hương.
- Trấn: Tam Phong, Vạn Dữu, Bắc Cảnh Cảng, Tống Gia Chủy, Thành Quan, Đài Hà Độ, Chú Tư Khẩu, Thao Quân, Mai Điền Hồ, Sáp Kỳ, Niêm Ngư Tu, Đông Sơn.
- Hương: Đoàn Châu, Hộ Thành, Chung Nam, Hạnh Phúc, Nam Sơn, Thắng Phong, Tân Hà và Tân Kiến.